# Smittia antelobata
Smittia antelobata är en tvåvingeart som beskrevs av Albu 1970. Smittia antelobata ingår i släktet Smittia och familjen fjädermyggor. Inga underarter finns listade i Catalogue of Life.